# Comuna de Górno
Górno (polaco: Gmina Górno) é uma gminy (comuna) na Polónia, na voivodia de Santa Cruz e no condado de Kielecki. A sede do condado é a cidade de Górno.
De acordo com os censos de 2006, a comuna tem 12 943 habitantes, com uma densidade 153,7 hab/km².

## Área
Estende-se por uma área de 83,26 km², incluindo:
- área agricola: 77%
- área florestal: 12%

## Demografia
Dados de 30 de Junho 2004:
|                      | Total   | Total | Mulheres | Mulheres | Homens  | Homens |
| -------------------- | ------- | ----- | -------- | -------- | ------- | ------ |
|                      | pessoas | %     | pessoas  | %        | pessoas | %      |
| População            | 12 793  | 100   | 6419     | 50,2     | 6374    | 49,8   |
| Densidade (pop./km²) | 153,7   | 100   | 77,1     | 77,1     | 76,6    | 76,6   |

De acordo com dados de 2005, o rendimento médio per capita ascendia a 1657,98 zł.

## Subdivisões
- Bęczków
- Cedzyna
- Górno
- Górno-Parcele
- Krajno Drugie
- Krajno Pierwsze
- Krajno-Parcele
- Krajno-Zagórze
- Leszczyny
- Podmąchocice
- Radlin
- Skorzeszyce
- Wola Jachowa

## Comunas vizinhas
- Bieliny, Bodzentyn, Daleszyce, Kielce, Masłów